# Ilhéu da Gaivota
O Ilhéu da Gaivota é um ilhéu português localizado a 1,4 milhas náuticas da costa Sul da ilha Graciosa, concelho de Santa Cruz da Graciosa, perto das Termas do Carapacho.
Encontra-se inserido na  Área Protegida de Gestão de Recursos da Costa Sudeste do Parque Natural da Graciosa  motivo pelo qual a pesca e outras actividades extractivas estão interditas naquela zona de forma a não perturbar os diversos recursos existentes.
Para fazer mergulho de observação neste local é necessário uma autorização da Direção Regional dos Assuntos do Mar.
O tipo de mergulho que aqui pode ser feita não oferece grande perigo dado ser um local pouco profundo onde a cota batimetrica ronde a profundidade média de 17 metros, encontrando-se os locais de menos profundidade nos cerca de 4 metros.
Localiza-se numa zona abrigada da costa pelo que praticamente não tem correntes embora se deve ter alguma atenção durante o Inverno.
A clareza das águas permitem uma visibilidade que nos melhores dias vai a cerca de 20 metros.
A riqueza biológica aqui existente leva a que em condições consideradas normais se possam observar ratões de dimensões apreciáveis, moreias-pretas, moreias-pintadas, moreões, meros, abróteas, vejas, grandes cardumes de carapau e de sardinhas, que se escondem dos abundantes cardumes de peixe-porco, cardumes de sargos,  barracudas, anchovas, por entre outras espécies.
A morfologia deste ilhéu levou à formação  de uma arcada submarina, local onde é possível atravessar o Ilhéu de um lado para outro.